# Arturo Reggio
Arturo Reggio, né le 9 janvier 1862 à Goritz (comté princier de Goritz et Gradisca) et mort le 17 juillet 1917 à Milan (Royaume d'Italie), est un joueur d'échecs italien.

## Biographie
Arturo Reggio fut champion d'échecs d'Italie à Rome en 1900, à Venise en 1901, à Florence en 1905, à Bologne en 1913 et à Milan en 1916. 

## Source
- (br) Cet article est partiellement ou en totalité issu de l’article de Wikipédia en breton intitulé « Arturo Reggio » (voir la liste des auteurs).